# Andrzej Saciuk
Andrzej Saciuk (ur. 10 kwietnia 1933 w Żytyniu Wielkim na Wołyniu, zm. 12 maja 2020) − polski śpiewak operowy (bas), aktor, reżyser i pedagog.
Głos kształcił w Polsce (u Stani Zawadzkiej) i we Włoszech (u Gino Bechiego). Na scenie od 1951. Związany z teatrami operowymi w Polsce (Łódź, Bytom, Warszawa i Poznań) oraz Niemczech (Düsseldorf), gdzie budził uznanie nie tylko jego wspaniały głos, ale także duży talent i dobry warsztat aktorski (ukończył PWSTiF w Łodzi). 
Międzynarodową karierę rozpoczął zdobywając w 1963 II miejsce na konkursie ARD w Monachium, dzięki któremu zapewnił sobie pierwsze kontrakty, a następnie udział w przedstawieniach, koncertach i festiwalach w Europie (Francja, Holandia, Hiszpania, Niemcy, Polska, Węgry, Finlandia, Jugosławia, Wielka Brytania, Grecja) oraz poza nią (USA, Gruzja, Izrael, Japonia, Tajwan). Obok bardzo rozległego repertuaru operowego (ok. 100 ról) w swoim dorobku miał także utwory symfoniczne (Mozart, Haydn, Dvořák, Szostakowicz, Verdi, Puccini, Mahler, Penderecki, Nowowiejski).
Za szczególne osiągnięcia w dorobku A. Saciuka należy uznać partie basowe w „Strasznym dworze” i „Halce” St. Moniuszki, rola Borysa Godunowa w operze M. Musorgskiego, Mefista w „Fauście” Gounoda, króla Filipa w „Don Carlosie” i Zachariasza w „Nabucco” Verdiego oraz role wagnerowskie. W Niemczech uhonorowany przez Deutsche Oper am Rhein tytułem Kammersänger.
W 2009 wziął udział w przedstawieniu dla uczczenia 55-lecia istnienia Opery Łódzkiej, jako jedyny z obsady sprzed 55 lat.
Przez Ministra Kultury i Dziedzictwa Narodowego odznaczony medalem i tytułem Zasłużony dla Kultury Polskiej. W 2011 podjął decyzję o pożegnaniu ze sceną; z publicznością polską w Teatrze Wielkim w Łodzi (11.01.2011 r.), a z niemiecką w Deutsche Oper am Rhein (22.05.2011 r.)
Córka - Anna Saciuk-Gąsowska (ur. 2 marca 1955), historyk sztuki, kustosz w Muzeum Sztuki w Łodzi, autorka wystaw, działaczka opozycji antykomunistycznej, represjonowana przez SB.
Syn - Piotr Saciuk, pianista, dr w Akademii Muzycznej w Łodzi.